# Корга (нижний приток Чузика)
Корга (южноселькупск. Ӄо́рӷэл кыге́ — медвежья река) — река в России, протекает по Парабельскому району Томской области. Устье реки находится в 33 км по левому берегу реки Чузик. Длина реки составляет 11 км.

## Данные водного реестра
По данным государственного водного реестра России относится к Верхнеобскому бассейновому округу, водохозяйственный участок реки — Обь от впадения реки Кеть до впадения реки Васюган, речной подбассейн реки — Кеть. Речной бассейн реки — (Верхняя) Обь до впадения Иртыша.